# Recely Bluff
Das Recely Bluff ist ein Kliff aus Fels und Eis auf der Siple-Insel vor der Bakutis-Küste des westantarktischen Marie-Byrd-Lands. Es ragt am Nordosthang des Mount Siple in einer Entfernung von 11 km zu dessen Gipfel auf.
Der United States Geological Survey kartierte es anhand eigener Vermessungen und Luftaufnahmen der United States Navy aus den Jahren von 1959 bis 1965. Das Advisory Committee on Antarctic Names benannte es 1966 nach Frank J. Recely Jr. (* 1938), Ionosphärenphysiker des United States Antarctic Research Program auf der Byrd-Station im Jahr 1965.